# Biathlon-Weltcup 1992/93
Der Biathlon-Weltcup 1992/93 war eine Wettkampfserie im Biathlon, die aus jeweils 12 Einzel- und sechs Staffelrennen für Männer und Frauen bestand und an sechs Veranstaltungsorten ausgetragen wurde. Neben den sechs Weltcupveranstaltungen auf der Pokljuka, in Ridnaun, Antholz, Lillehammer, Östersund und Kontiolahti fanden die Biathlon-Weltmeisterschaften im bulgarischen Borowez statt, wurden aber als letzte WM nicht für den Weltcup gewertet. Den Gesamtweltcup bei den Männern gewann Mikael Löfgren vor Mark Kirchner und Pieralberto Carrara, bei den Frauen Anfissa Reszowa vor Myriam Bédard und Anne Briand.

## Männer

### Resultate
| 1. Weltcup auf der Pokljuka, 17. Dezember 1992 – 20. Dezember 1992 | 1. Weltcup auf der Pokljuka, 17. Dezember 1992 – 20. Dezember 1992 | 1. Weltcup auf der Pokljuka, 17. Dezember 1992 – 20. Dezember 1992      | 1. Weltcup auf der Pokljuka, 17. Dezember 1992 – 20. Dezember 1992         | 1. Weltcup auf der Pokljuka, 17. Dezember 1992 – 20. Dezember 1992    |
| ------------------------------------------------------------------ | ------------------------------------------------------------------ | ----------------------------------------------------------------------- | -------------------------------------------------------------------------- | --------------------------------------------------------------------- |
| Datum                                                              | Disziplin                                                          | Erster Platz                                                            | Zweiter Platz                                                              | Dritter Platz                                                         |
| 17. Dezember 1992 (Do.)                                            | Einzel (20 km)                                                     | Patrice Bailly-Salins                                                   | Mark Kirchner                                                              | Jens Steinigen                                                        |
| 19. Dezember 1992 (Sa.)                                            | Sprint (10 km)                                                     | Mark Kirchner                                                           | Jon Åge Tyldum                                                             | Aleh Ryschankou                                                       |
| 20. Dezember 1992 (So.)                                            | Staffel (4 × 7,5 km)                                               | ÖsterreichBruno Hofstätter Ludwig Gredler Wolfgang Perner Franz Schuler | RusslandWaleri Medwedzew Waleri Kirijenko Alexei Kobelew Sergei Tschepikow | NorwegenEirik Kvalfoss Jon Åge Tyldum Jo Severin Matberg Frode Løberg |

| 2. Weltcup in Oberhof, 15. Januar 1993 – 17. Januar 1993 | 2. Weltcup in Oberhof, 15. Januar 1993 – 17. Januar 1993 | 2. Weltcup in Oberhof, 15. Januar 1993 – 17. Januar 1993                      | 2. Weltcup in Oberhof, 15. Januar 1993 – 17. Januar 1993                  | 2. Weltcup in Oberhof, 15. Januar 1993 – 17. Januar 1993    |
| -------------------------------------------------------- | -------------------------------------------------------- | ----------------------------------------------------------------------------- | ------------------------------------------------------------------------- | ----------------------------------------------------------- |
| Datum                                                    | Disziplin                                                | Erster Platz                                                                  | Zweiter Platz                                                             | Dritter Platz                                               |
| 15. Januar 1993 (Fr.)                                    | Einzel (20 km)                                           | Andreas Zingerle                                                              | Waleri Medwedzew                                                          | Alfred Eder                                                 |
| 16. Januar 1993 (Sa.)                                    | Sprint (10 km)                                           | Johann Passler                                                                | Ulf Johansson                                                             | Gilles Marguet                                              |
| 17. Januar 1993 (So.)                                    | Staffel (4 × 7,5 km)                                     | ItalienAndreas Zingerle Johann Passler Pieralberto Carrara Wilfried Pallhuber | RusslandSergei Tschepikow Sergei Tarassow Alexei Kobelew Waleri Kirijenko | DeutschlandRicco Groß Frank Luck Mark Kirchner Fitz Fischer |

| 3. Weltcup in Antholz, 21. Januar 1993 – 24. Januar 1993 | 3. Weltcup in Antholz, 21. Januar 1993 – 24. Januar 1993 | 3. Weltcup in Antholz, 21. Januar 1993 – 24. Januar 1993         | 3. Weltcup in Antholz, 21. Januar 1993 – 24. Januar 1993         | 3. Weltcup in Antholz, 21. Januar 1993 – 24. Januar 1993      |
| -------------------------------------------------------- | -------------------------------------------------------- | ---------------------------------------------------------------- | ---------------------------------------------------------------- | ------------------------------------------------------------- |
| Datum                                                    | Disziplin                                                | Erster Platz                                                     | Zweiter Platz                                                    | Dritter Platz                                                 |
| 21. Januar 1993 (Do.)                                    | Einzel (20 km)                                           | Ulf Johansson                                                    | Fredrik Kuoppa                                                   | Elmar Mutschlechner                                           |
| 23. Januar 1993 (Sa.)                                    | Sprint (10 km)                                           | Pieralberto Carrara                                              | Mikael Löfgren                                                   | Ricco Groß                                                    |
| 24. Januar 1993 (So.)                                    | Staffel (4 × 7,5 km)                                     | SchwedenUlf Johansson Tord Wiksten Leif Andersson Mikael Löfgren | NorwegenEirik Kvalfoss Jon Åge Tyldum Ivar Ulekleiv Frode Løberg | DeutschlandRicco Groß Frank Luck Mark Kirchner Jens Steinigen |

| 4. Weltcup in Lillehammer, 4. März 1993 – 7. März 1993 | 4. Weltcup in Lillehammer, 4. März 1993 – 7. März 1993 | 4. Weltcup in Lillehammer, 4. März 1993 – 7. März 1993                 | 4. Weltcup in Lillehammer, 4. März 1993 – 7. März 1993      | 4. Weltcup in Lillehammer, 4. März 1993 – 7. März 1993                        |
| ------------------------------------------------------ | ------------------------------------------------------ | ---------------------------------------------------------------------- | ----------------------------------------------------------- | ----------------------------------------------------------------------------- |
| Datum                                                  | Disziplin                                              | Erster Platz                                                           | Zweiter Platz                                               | Dritter Platz                                                                 |
| 4. März 1993 (Do.)                                     | Einzel (20 km)                                         | Wilfried Pallhuber                                                     | Ricco Groß                                                  | Andreas Zingerle                                                              |
| 6. März 1993 (Sa.)                                     | Sprint (10 km)                                         | Frank Luck                                                             | Sven Fischer                                                | Ludwig Gredler                                                                |
| 7. März 1993 (So.)                                     | Staffel (4 × 7,5 km)                                   | SchwedenMikael Löfgren Anders Mannelqvist Fredrik Kuoppa Ulf Johansson | DeutschlandRicco Groß Frank Luck Mark Kirchner Sven Fischer | FrankreichLionel Laurent Patrice Bailly-Salins Thierry Dusserre Hervé Flandin |

| 5. Weltcup in Östersund, 11. März 1993 – 14. März 1993 | 5. Weltcup in Östersund, 11. März 1993 – 14. März 1993 | 5. Weltcup in Östersund, 11. März 1993 – 14. März 1993          | 5. Weltcup in Östersund, 11. März 1993 – 14. März 1993                   | 5. Weltcup in Östersund, 11. März 1993 – 14. März 1993                      |
| ------------------------------------------------------ | ------------------------------------------------------ | --------------------------------------------------------------- | ------------------------------------------------------------------------ | --------------------------------------------------------------------------- |
| Datum                                                  | Disziplin                                              | Erster Platz                                                    | Zweiter Platz                                                            | Dritter Platz                                                               |
| 11. März 1993 (Do.)                                    | Einzel (20 km)                                         | Mark Kirchner                                                   | Mikael Löfgren                                                           | Jaakko Niemi                                                                |
| 13. März 1993 (Sa.)                                    | Sprint (10 km)                                         | Jon Åge Tyldum                                                  | Aljaksandr Papou                                                         | Sven Fischer                                                                |
| 14. März 1993 (So.)                                    | Staffel (4 × 7,5 km)                                   | DeutschlandRicco Groß Jens Steinigen Mark Kirchner Sven Fischer | BelarusWiktor Maigurow Igor Chochrjakow Aleh Ryschankou Aljaksandr Papou | ItalienHubert Leitgeb Wilfried Pallhuber Edmund Zitturi Elmar Mutschlechner |

| 6. Weltcup in Kontiolahti, 18. März 1993 – 21. März 1993 | 6. Weltcup in Kontiolahti, 18. März 1993 – 21. März 1993 | 6. Weltcup in Kontiolahti, 18. März 1993 – 21. März 1993                   | 6. Weltcup in Kontiolahti, 18. März 1993 – 21. März 1993     | 6. Weltcup in Kontiolahti, 18. März 1993 – 21. März 1993                      |
| -------------------------------------------------------- | -------------------------------------------------------- | -------------------------------------------------------------------------- | ------------------------------------------------------------ | ----------------------------------------------------------------------------- |
| Datum                                                    | Disziplin                                                | Erster Platz                                                               | Zweiter Platz                                                | Dritter Platz                                                                 |
| 18. März 1993 (Do.)                                      | Einzel (20 km)                                           | Ludwig Gredler                                                             | Patrice Bailly-Salins                                        | Johann Passler                                                                |
| 20. März 1993 (Sa.)                                      | Sprint (10 km)                                           | Sven Fischer                                                               | Patrice Bailly-Salins                                        | Jens Steinigen                                                                |
| 21. März 1993 (So.)                                      | Staffel (4 × 7,5 km)                                     | RusslandWaleri Medwedzew Waleri Kirijenko Alexei Kobelew Sergei Tschepikow | DeutschlandJens Steinigen Ricco Groß Sven Fischer Frank Luck | FrankreichGilles Marguet Patrice Bailly-Salins Christian Dumont Hervé Flandin |

### Weltcupstände
| Endstand nach 12 Rennen (Top 10) |                       |        |       |
| \| Rang \| Name \| Punkte \| Siege \| \| ---- \| --------------------- \| ------ \| ----- \| \| 01 \| Mikael Löfgren \| 168 \| 0 \| \| 02 \| Mark Kirchner \| 151 \| 2 \| \| 03 \| Pieralberto Carrara \| 147 \| 1 \| \| 04 \| Patrice Bailly-Salins \| 146 \| 1 \| \| 05 \| Johann Passler \| 139 \| 1 \| \| 06 \| Sven Fischer \| 135 \| 1 \| \| 07 \| Ludwig Gredler \| 133 \| 1 \| \| 08 \| Jens Steinigen \| 132 \| 0 \| \| 09 \| Jon Åge Tyldum \| 125 \| 1 \| \| 10 \| Ulf Johansson \| 120 \| 1 \| |                       |        |       |
| Rang | Name                  | Punkte | Siege |
| 01 | Mikael Löfgren        | 168    | 0     |
| 02 | Mark Kirchner         | 151    | 2     |
| 03 | Pieralberto Carrara   | 147    | 1     |
| 04 | Patrice Bailly-Salins | 146    | 1     |
| 05 | Johann Passler        | 139    | 1     |
| 06 | Sven Fischer          | 135    | 1     |
| 07 | Ludwig Gredler        | 133    | 1     |
| 08 | Jens Steinigen        | 132    | 0     |
| 09 | Jon Åge Tyldum        | 125    | 1     |
| 10 | Ulf Johansson         | 120    | 1     |

| Rang | Name                  | Punkte | Siege |
| ---- | --------------------- | ------ | ----- |
| 01   | Mikael Löfgren        | 85     | 0     |
| 02   | Andreas Zingerle      | 76     | 1     |
| 03   | Wilfried Pallhuber    | 75     | 1     |
| 04   | Johann Passler        | 70     | 0     |
| 05   | Patrice Bailly-Salins | 69     | 1     |
| 06   | Pieralberto Carrara   | 67     | 0     |
| 07   | Mark Kirchner         | 63     | 1     |
| 08   | Sergei Tschepikow     | 63     | 0     |
| 09   | Elmar Mutschlechner   | 61     | 0     |
| 10   | Jens Steinigen        | 56     | 0     |

| Rang | Name                  | Punkte | Siege |
| ---- | --------------------- | ------ | ----- |
| 01   | Sven Fischer          | 101    | 1     |
| 02   | Mark Kirchner         | 88     | 1     |
| 03   | Ludwig Gredler        | 86     | 0     |
| 04   | Mikael Löfgren        | 83     | 0     |
| 05   | Pieralberto Carrara   | 80     | 1     |
| 06   | Patrice Bailly-Salins | 77     | 0     |
| 07   | Jens Steinigen        | 76     | 0     |
| 08   | Ricco Groß            | 73     | 0     |
| 09   | Ulf Johansson         | 72     | 0     |
| 10   | Jon Åge Tyldum        | 70     | 1     |

| Rang | Land        | Punkte | Siege |
| ---- | ----------- | ------ | ----- |
| 01   | Deutschland |        | 5     |
| 02   | Italien     |        | 5     |
| 03   | Russland    |        | 1     |
| 04   |             |        |       |
| 05   |             |        |       |
| 06   |             |        |       |
| 07   |             |        |       |
| 08   |             |        |       |
| 09   |             |        |       |
| 10   |             |        |       |

### Tabelle
| Rang | Name                  | Punkte |
| ---- | --------------------- | ------ |
| 01   | Mikael Löfgren        | 168    |
| 02   | Mark Kirchner         | 151    |
| 03   | Pieralberto Carrara   | 147    |
| 04   | Patrice Bailly-Salins | 146    |
| 05   | Johann Passler        | 139    |
| 06   | Sven Fischer          | 135    |
| 07   | Ludwig Gredler        | 133    |
| 08   | Jens Steinigen        | 132    |
| 09   | Jon Åge Tyldum        | 125    |
| 10   | Ulf Johansson         | 120    |
| 11   | Sergei Tschepikow     | 119    |
| 12   | Ricco Groß            | 118    |
| 13   | Elmar Mutschlechner   | 112    |
| 14   | Frank Luck            | 111    |
| 15   | Andreas Zingerle      | 105    |
| 16   | Waleri Medwedzew      | 105    |
| 17   | Wilfried Pallhuber    | 90     |
| 18   | Alexei Kobelew        | 88     |
| 19   | Sylfest Glimsdal      | 76     |
| 20   | Edmund Zitturi        | 69     |
| 21   | Aljaksandr Papou      | 63     |
| 22   | Waleri Kirijenko      | 62     |
| 23   | Wolfgang Perner       | 56     |
| 24   | Jaakko Niemi          | 52     |
| 25   | Hubert Leitgeb        | 51     |
| 26   | Alfred Eder           | 51     |
| 27   | Lionel Laurent        | 50     |
| 28   | Jiří Holubec          | 50     |
| 29   | Fritz Fischer         | 47     |
| 30   | Uros Velepec          | 47     |

| Rang | Name               | Punkte |
| ---- | ------------------ | ------ |
| 31   | Fredrik Kuoppa     | 46     |
| 32   | Eirik Kvalfoss     | 46     |
| 33   | Xavier Blond       | 44     |
| 34   | Aleh Ryschankou    | 43     |
| 35   | Igor Chochrjakow   | 39     |
| 36   | Frode Løberg       | 39     |
| 37   | Wiktor Maigurow    | 35     |
| 38   | Aleksander Grajf   | 34     |
| 39   | Petr Garabík       | 32     |
| 40   | Vesa Hietalahti    | 30     |
| 41   | Thierry Dusserre   | 29     |
| 42   | Anders Mannelqvist | 28     |
| 43   | Ivar Ulekleiv      | 27     |
| 44   | Gilles Marguet     | 24     |
| 45   | Holger Schönthier  | 24     |
| 46   | Glenn Rupertus     | 23     |
| 47   | Jean-Marc Chabloz  | 22     |
| 48   | Witalij Mohylenko  | 21     |
| 49   | Franz Schuler      | 21     |
| 50   | Hervé Flandin      | 20     |
| 51   | Janez Ožbolt       | 20     |
| 52   | Erkki Latvala      | 19     |
| 53   | Ivan Masařík       | 19     |
| 54   | Urmas Kvalder      | 19     |
| 55   | Taras Dolnyj       | 18     |
| 56   | Jan Ziemianin      | 17     |
| 57   | Walentyn Dschyma   | 17     |
| 58   | Ville Räikkönen    | 17     |
| 59   | Bostjan Lekan      | 16     |
| 60   | Wiesław Ziemianin  | 15     |

| Rang | Name                 | Punkte |
| ---- | -------------------- | ------ |
| 61   | Dag Bjørndalen       | 13     |
| 62   | Sergei Tarassow      | 12     |
| 63   | Leif Andersson       | 11     |
| 64   | Martin Pfurtscheller | 11     |
| 65   | Jēkabs Nākums        | 10     |
| 66   | Wladimir Jefremizew  | 9      |
| 67   | Bruno Hofstätter     | 7      |
| 68   | Pavel Kotlan         | 7      |
| 69   | Wadsim Saschuryn     | 6      |
| 70   | Juri Kaschkarow      | 6      |
| 71   | Tomáš Kos            | 6      |
| 72   | Tord Wiksten         | 6      |
| 73   | Christian Dumont     | 5      |
| 74   | Halvard Hanevold     | 4      |
| 75   | Steffen Hoos         | 3      |
| 76   | Oļegs Maļuhins       | 3      |
| 77   | Jure Velepec         | 3      |
| 78   | Kari Kataja          | 2      |
| 79   | Misao Kodate         | 1      |
| 80   | Olaf Mihelson        | 1      |

## Frauen

### Resultate
| 1. Weltcup auf der Pokljuka, 17. Dezember 1992 – 20. Dezember 1992 | 1. Weltcup auf der Pokljuka, 17. Dezember 1992 – 20. Dezember 1992 | 1. Weltcup auf der Pokljuka, 17. Dezember 1992 – 20. Dezember 1992 | 1. Weltcup auf der Pokljuka, 17. Dezember 1992 – 20. Dezember 1992      | 1. Weltcup auf der Pokljuka, 17. Dezember 1992 – 20. Dezember 1992        |
| ------------------------------------------------------------------ | ------------------------------------------------------------------ | ------------------------------------------------------------------ | ----------------------------------------------------------------------- | ------------------------------------------------------------------------- |
| Datum                                                              | Disziplin                                                          | Erster Platz                                                       | Zweiter Platz                                                           | Dritter Platz                                                             |
| 17. Dezember 1992 (Do.)                                            | Einzel (15 km)                                                     | Anne Briand                                                        | Eva Háková                                                              | Corinne Niogret                                                           |
| 19. Dezember 1992 (Sa.)                                            | Sprint (7,5 km)                                                    | Petra Schaaf                                                       | Swjatlana Paramyhina                                                    | Anne Briand                                                               |
| 20. Dezember 1992 (So.)                                            | Staffel (4 × 7,5 km)                                               | DeutschlandUschi Disl Antje Misersky Inga Schneider Petra Schaaf   | FrankreichCorinne Niogret Véronique Claudel Delphyne Burlet Anne Briand | TschechoslowakeiGabriela Suvová Eva Háková Jana Kulhavá Jiřina Adamičková |

| 2. Weltcup in Oberhof, 15. Januar 1993 – 17. Januar 1993 | 2. Weltcup in Oberhof, 15. Januar 1993 – 17. Januar 1993 | 2. Weltcup in Oberhof, 15. Januar 1993 – 17. Januar 1993                 | 2. Weltcup in Oberhof, 15. Januar 1993 – 17. Januar 1993                | 2. Weltcup in Oberhof, 15. Januar 1993 – 17. Januar 1993                          |
| -------------------------------------------------------- | -------------------------------------------------------- | ------------------------------------------------------------------------ | ----------------------------------------------------------------------- | --------------------------------------------------------------------------------- |
| Datum                                                    | Disziplin                                                | Erster Platz                                                             | Zweiter Platz                                                           | Dritter Platz                                                                     |
| 15. Januar 1993 (Fr.)                                    | Einzel (15 km)                                           | Anfissa Reszowa                                                          | Corinne Niogret                                                         | Eva Háková                                                                        |
| 16. Januar 1993 (Sa.)                                    | Sprint (7,5 km)                                          | Anfissa Reszowa                                                          | Uschi Disl                                                              | Anne Briand                                                                       |
| 17. Januar 1993 (So.)                                    | Staffel (4 × 7,5 km)                                     | RusslandOlga Simuschina Swetlana Panjutina Jelena Belowa Anfissa Reszowa | FrankreichCorinne Niogret Véronique Claudel Delphyne Burlet Anne Briand | TschechienJana Kulhavá Petra Nosková Iveta Knížková Helena Cernohorská-Garabíková |

| 3. Weltcup in Antholz, 21. Januar 1993 – 24. Januar 1993 | 3. Weltcup in Antholz, 21. Januar 1993 – 24. Januar 1993 | 3. Weltcup in Antholz, 21. Januar 1993 – 24. Januar 1993         | 3. Weltcup in Antholz, 21. Januar 1993 – 24. Januar 1993                 | 3. Weltcup in Antholz, 21. Januar 1993 – 24. Januar 1993           |
| -------------------------------------------------------- | -------------------------------------------------------- | ---------------------------------------------------------------- | ------------------------------------------------------------------------ | ------------------------------------------------------------------ |
| Datum                                                    | Disziplin                                                | Erster Platz                                                     | Zweiter Platz                                                            | Dritter Platz                                                      |
| 21. Januar 1993 (Do.)                                    | Einzel (15 km)                                           | Iwa Schkodrewa                                                   | Myriam Bédard                                                            | Nathalie Santer                                                    |
| 23. Januar 1993 (Sa.)                                    | Sprint (7,5 km)                                          | Antje Misersky                                                   | Nadija Bjelowa                                                           | Anfissa Reszowa                                                    |
| 24. Januar 1993 (So.)                                    | Team (20 km)                                             | DeutschlandUschi Disl Antje Misersky Sylke Hummanik Petra Schaaf | RusslandOlga Simuschina Swetlana Panjutina Jelena Belowa Anfissa Reszowa | TschechienJana Kulhavá Jiřina Adamičková Iveta Knížková Eva Háková |

| 4. Weltcup in Lillehammer, 4. März 1993 – 7. März 1993 | 4. Weltcup in Lillehammer, 4. März 1993 – 7. März 1993 | 4. Weltcup in Lillehammer, 4. März 1993 – 7. März 1993                  | 4. Weltcup in Lillehammer, 4. März 1993 – 7. März 1993               | 4. Weltcup in Lillehammer, 4. März 1993 – 7. März 1993                          |
| ------------------------------------------------------ | ------------------------------------------------------ | ----------------------------------------------------------------------- | -------------------------------------------------------------------- | ------------------------------------------------------------------------------- |
| Datum                                                  | Disziplin                                              | Erster Platz                                                            | Zweiter Platz                                                        | Dritter Platz                                                                   |
| 4. März 1993 (Do.)                                     | Einzel (15 km)                                         | Anfissa Reszowa                                                         | Nathalie Santer                                                      | Myriam Bédard                                                                   |
| 6. März 1993 (Sa.)                                     | Sprint (7,5 km)                                        | Anfissa Reszowa                                                         | Swjatlana Paramyhina                                                 | Antje Misersky                                                                  |
| 7. März 1993 (So.)                                     | Staffel (4 × 7,5 km)                                   | FrankreichCorinne Niogret Véronique Claudel Delphyne Burlet Anne Briand | RusslandOlga Simuschina Jelena Belowa Tamara Wolkowa Anfissa Reszowa | NorwegenSigne Trosten Annette Sikveland Gunn Margit Andreassen Hildegunn Fossen |

| 5. Weltcup in Östersund, 11. März 1993 – 14. März 1993 | 5. Weltcup in Östersund, 11. März 1993 – 14. März 1993 | 5. Weltcup in Östersund, 11. März 1993 – 14. März 1993                    | 5. Weltcup in Östersund, 11. März 1993 – 14. März 1993                  | 5. Weltcup in Östersund, 11. März 1993 – 14. März 1993           |
| ------------------------------------------------------ | ------------------------------------------------------ | ------------------------------------------------------------------------- | ----------------------------------------------------------------------- | ---------------------------------------------------------------- |
| Datum                                                  | Disziplin                                              | Erster Platz                                                              | Zweiter Platz                                                           | Dritter Platz                                                    |
| 11. März 1993 (Do.)                                    | Einzel (15 km)                                         | Martina Jašicová                                                          | Nathalie Santer                                                         | Iwa Schkodrewa                                                   |
| 13. März 1993 (Sa.)                                    | Sprint (7,5 km)                                        | Anfissa Reszowa                                                           | Myriam Bédard                                                           | Nathalie Santer                                                  |
| 14. März 1993 (So.)                                    | Staffel (4 × 7,5 km)                                   | NorwegenElin Kristiansen Annette Sikveland Signe Trosten Hildegunn Fossen | FrankreichDelphyne Burlet Véronique Claudel Anne Briand Corinne Niogret | TschechienIrena Novotná Jiřina Pelcová Iveta Knížková Eva Háková |

| 6. Weltcup in Kontiolahti, 18. März 1993 – 21. März 1993 | 6. Weltcup in Kontiolahti, 18. März 1993 – 21. März 1993 | 6. Weltcup in Kontiolahti, 18. März 1993 – 21. März 1993                  | 6. Weltcup in Kontiolahti, 18. März 1993 – 21. März 1993                 | 6. Weltcup in Kontiolahti, 18. März 1993 – 21. März 1993          |
| -------------------------------------------------------- | -------------------------------------------------------- | ------------------------------------------------------------------------- | ------------------------------------------------------------------------ | ----------------------------------------------------------------- |
| Datum                                                    | Disziplin                                                | Erster Platz                                                              | Zweiter Platz                                                            | Dritter Platz                                                     |
| 18. März 1993 (Do.)                                      | Einzel (15 km)                                           | Antje Misersky                                                            | Anfissa Reszowa                                                          | Véronique Claudel                                                 |
| 20. März 1993 (Sa.)                                      | Sprint (7,5 km)                                          | Anfissa Reszowa                                                           | Jelena Belowa                                                            | Delphyne Burlet                                                   |
| 21. März 1993 (So.)                                      | Staffel (4 × 7,5 km)                                     | NorwegenElin Kristiansen Annette Sikveland Signe Trosten Hildegunn Fossen | RusslandOlga Simuschina Jelena Belowa Nadeschda Talanowa Anfissa Reszowa | TschechienJana Kulhavá Jiřina Adamičková Irena Novotná Eva Háková |

### Weltcupstände
| Endstand nach 12 Rennen (Top 10) |                   |        |       |
| \| Rang \| Name \| Punkte \| Siege \| \| ---- \| ----------------- \| ------ \| ----- \| \| 01 \| Anfissa Reszowa \| 225 \| 6 \| \| 02 \| Myriam Bédard \| 183 \| 0 \| \| 03 \| Anne Briand \| 163 \| 1 \| \| 04 \| Nathalie Santer \| 160 \| 0 \| \| 05 \| Petra Schaaf \| 149 \| 1 \| \| 06 \| Delphyne Burlet \| 146 \| 0 \| \| 07 \| Corinne Niogret \| 144 \| 0 \| \| 08 \| Martina Jašicová \| 139 \| 1 \| \| 09 \| Antje Misersky \| 133 \| 2 \| \| 10 \| Véronique Claudel \| 120 \| 0 \| |                   |        |       |
| Rang | Name              | Punkte | Siege |
| 01 | Anfissa Reszowa   | 225    | 6     |
| 02 | Myriam Bédard     | 183    | 0     |
| 03 | Anne Briand       | 163    | 1     |
| 04 | Nathalie Santer   | 160    | 0     |
| 05 | Petra Schaaf      | 149    | 1     |
| 06 | Delphyne Burlet   | 146    | 0     |
| 07 | Corinne Niogret   | 144    | 0     |
| 08 | Martina Jašicová  | 139    | 1     |
| 09 | Antje Misersky    | 133    | 2     |
| 10 | Véronique Claudel | 120    | 0     |

| Rang | Name              | Punkte | Siege |
| ---- | ----------------- | ------ | ----- |
| 01   | Anfissa Reszowa   | 105    | 2     |
| 02   | Nathalie Santer   | 97     | 0     |
| 03   | Myriam Bédard     | 93     | 0     |
| 04   | Corinne Niogret   | 88     | 0     |
| 05   | Anne Briand       | 79     | 1     |
| 06   | Petra Schaaf      | 79     | 0     |
| 07   | Martina Jašicová  | 73     | 1     |
| 08   | Véronique Claudel | 68     | 0     |
| 09   | Delphyne Burlet   | 64     | 0     |
| 10   | Jiřina Pelcová    | 63     | 0     |

| Rang | Name                 | Punkte | Siege |
| ---- | -------------------- | ------ | ----- |
| 01   | Anfissa Reszowa      | 120    | 4     |
| 02   | Myriam Bédard        | 90     | 0     |
| 03   | Anne Briand          | 84     | 0     |
| 04   | Delphyne Burlet      | 82     | 0     |
| 05   | Antje Misersky       | 81     | 1     |
| 06   | Swjatlana Paramyhina | 73     | 0     |
| 07   | Petra Schaaf         | 70     | 1     |
| 08   | Martina Jašicová     | 66     | 0     |
| 09   | Nathalie Santer      | 63     | 0     |
| 10   | Eva Háková           | 60     | 0     |

| Rang | Land       | Punkte | Siege |
| ---- | ---------- | ------ | ----- |
| 01   | Frankreich |        | 2     |
| 02   | Russland   |        | 7     |
| 03   | Tschechien |        | 0     |
| 04   |            |        |       |
| 05   |            |        |       |
| 06   |            |        |       |
| 07   |            |        |       |
| 08   |            |        |       |
| 09   |            |        |       |
| 10   |            |        |       |

### Tabelle

#### Ergebnisse Athletinnen
| Pos. | Biathlet                 | Pokljuka | Pokljuka | Oberhof | Oberhof | Antholz | Antholz | Lillehammer | Lillehammer | Östersund | Östersund | Kontiolahti | Kontiolahti | Punkte |
| Pos. | Biathlet                 | Ez       | Sp       | Ez      | Sp      | Ez      | Sp      | Ez          | Sp          | Ez        | Sp        | Ez          | Sp          | Punkte |
| ---- | ------------------------ | -------- | -------- | ------- | ------- | ------- | ------- | ----------- | ----------- | --------- | --------- | ----------- | ----------- | ------ |
| 01   | Anfissa Reszowa          | –        | –        | 001     | 001     | 007     | 003     | 001         | 001         | –         | 001       | 002         | 001         | 225    |
| 02   | Myriam Bédard            | 005      | 011      | 007     | 004     | 002     | 004     | 003         | 008         | 004       | 002       | 009         | 006         | 183    |
| 03   | Anne Briand              | 001      | 003      | 020     | 003     | 004     | 014     | 010         | 010         | 013       | 008       | 023         | 015         | 163    |
| 04   | Nathalie Santer          | 014      | 006      | 008     | 016     | 003     | 019     | 002         | 017         | 002       | 003       | 005         | 050         | 160    |
| 05   | Petra Schaaf             | 010      | 001      | 004     | 019     | 006     | 007     | –           | –           | 005       | 012       | –           | –           | 149    |
| 06   | Delphyne Burlet          | 023      | 009      | 009     | 014     | 016     | 005     | 006         | 006         | 009       | 010       | 018         | 003         | 146    |
| 07   | Corinne Niogret          | 003      | 015      | 002     | 013     | 008     | 016     | 012         | 055         | 006       | 004       | –           | 049         | 144    |
| 08   | Martina Jašicová         | 009      | 034      | 015     | 006     | –       | –       | 020         | 005         | 001       | 009       | 011         | 018         | 139    |
| 09   | Antje Misersky           | 017      | 014      | –       | –       | –       | 001     | 013         | 003         | –         | 011       | 001         | 056         | 133    |
| 10   | Véronique Claudel        | 012      | 019      | 021     | 011     | 034     | 008     | 004         | 014         | –         | 035       | 003         | 020         | 120    |
| 11   | Eva Háková               | 002      | 007      | 003     | 007     | 036     | 034     | 032         | 009         | –         | 021       | 019         | 038         | 117    |
| 12   | Jiřina Pelcová           | 007      | 004      | 017     | 023     | 010     | 040     | 007         | 053         | –         | 028       | 030         | 011         | 103    |
| 13   | Swjatlana Paramyhina     | –        | 002      | –       | –       | –       | –       | 009         | 002         | –         | –         | 017         | 005         | 99     |
| 14   | Mari Lampinen            | 004      | 005      | 018     | –       | 027     | 011     | 033         | 029         | –         | 020       | 007         | 057         | 91     |
| 15   | Uschi Disl               | 030      | 040      | 006     | 002     | 012     | 029     | 011         | 022         | –         | 037       | 016         | 026         | 89     |
| 16   | Irena Česneková          | 018      | 033      | 028     | 029     | –       | –       | 022         | 011         | 010       | 039       | 004         | 007         | 84     |
| 17   | Nadija Bjelowa           | 036      | 035      | –       | –       | –       | 002     | 018         | 021         | –         | 027       | 008         | 004         | 79     |
| 18   | Jelena Belowa            | –        | –        | 012     | –       | 024     | –       | 053         | 016         | 012       | 016       | 044         | 002         | 76     |
| 19   | Hildegunn Fossen         | 008      | 010      | –       | –       | 023     | 066     | 029         | 057         | –         | 014       | 006         | 032         | 69     |
| 20   | Åse Idland               | 006      | 012      | –       | –       | 051     | 010     | 055         | –           | –         | –         | 012         | 021         | 69     |
| 21   | Annette Sikveland        | 019      | 021      | –       | –       | 057     | 018     | 025         | 015         | –         | 006       | 022         | 009         | 68     |
| 22   | Iveta Knížková           | 042      | 025      | 014     | 015     | 046     | 030     | 034         | 004         | –         | 023       | 020         | 019         | 61     |
| 23   | Iwa Schkodrewa           | –        | 044      | –       | –       | 001     | 020     | –           | –           | 003       | 040       | 029         | 039         | 60     |
| 24   | Joan Miller Smith        | –        | –        | 032     | 022     | 047     | 044     | 041         | 026         | 014       | 007       | 013         | 016         | 58     |
| 25   | Jana Vápeníková          | 020      | 017      | 027     | 008     | 017     | 049     | 045         | 052         | –         | 051       | 024         | 012         | 58     |
| 26   | Marija Manolowa          | 040      | 016      | –       | –       | 005     | 024     | –           | –           | 011       | 017       | 034         | 033         | 57     |
| 27   | Olga Simuschina          | –        | –        | 005     | 005     | –       | 028     | 056         | 033         | –         | 031       | 031         | 014         | 54     |
| 28   | Eva Karin Westin         | –        | –        | –       | –       | 055     | 062     | 037         | 007         | –         | 005       | 014         | 061         | 52     |
| 29   | Jelena Všivtseva         | –        | –        | –       | –       | –       | –       | 005         | 019         | 015       | 022       | 032         | 022         | 47     |
| 30   | Signe Trosten            | 015      | 022      | –       | –       | 021     | 052     | 026         | 032         | –         | 032       | 010         | 016         | 46     |
| 31   | Petra Nosková            | 016      | 037      | 023     | 012     | 049     | 046     | 014         | 049         | –         | 029       | 021         | 043         | 44     |
| 32   | Elin Kristiansen         | –        | –        | –       | –       | –       | –       | 044         | 041         | 008       | 015       | 043         | 013         | 42     |
| 33   | Catarina Eklund          | –        | –        | 016     | 046     | 011     | 022     | 016         | 028         | –         | 048       | –           | –           | 39     |
| 34   | Iryna Merkuschina        | –        | –        | –       | –       | –       | –       | –           | 044         | 007       | 042       | 025         | 010         | 36     |
| 35   | Pirjo Mattila            | –        | –        | 019     | 010     | 025     | 048     | 031         | 018         | –         | –         | 037         | 047         | 32     |
| 36   | Ieva Cederštrēma         | –        | –        | –       | –       | –       | –       | 049         | 012         | –         | 043       | 035         | 008         | 32     |
| 37   | Natallja Permjakawa      | 013      | 008      | –       | –       | –       | –       | 059         | 035         | –         | 059       | 028         | 028         | 31     |
| 38   | Tamara Wolkowa           | –        | –        | –       | 017     | 032     | 009     | 023         | 037         | –         | 058       | 070         | 053         | 29     |
| 39   | Sylke Hummanik           | 039      | 043      | 031     | 049     | 019     | 006     | 060         | 058         | –         | –         | –           | –           | 27     |
| 40   | Anne Elvebakk            | 028      | 013      | –       | –       | 014     | 025     | –           | 051         | –         | –         | –           | –           | 26     |
| 41   | Joan Guetschow           | –        | –        | 030     | 028     | 029     | 013     | 015         | 036         | –         | –         | –           | –           | 24     |
| 42   | Jelena Kaschirskaja      | –        | –        | –       | –       | 015     | 015     | 027         | 027         | –         | 053       | 040         | 029         | 22     |
| 43   | Silwana Blagoewa         | 050      | 023      | –       | –       | 009     | 063     | –           | –           | –         | 064       | 060         | 067         | 20     |
| 44   | Christina Eklund         | –        | –        | 025     | 009     | 043     | 037     | 035         | 068         | –         | 047       | –           | –           | 18     |
| 45   | Sandra Paintin           | –        | –        | –       | –       | –       | –       | –           | –           | –         | –         | –           | –           | 18     |
| 46   | Nadeschda Talanowa       | –        | –        | –       | –       | –       | –       | –           | –           | –         | –         | –           | –           | 16     |
| 47   | Nadeschda Alexiewa       | –        | –        | –       | –       | –       | –       | –           | –           | –         | –         | –           | –           | 16     |
| 48   | Irina Agolakowa          | –        | –        | –       | –       | –       | –       | –           | –           | –         | –         | –           | –           | 16     |
| 49   | Simone Greiner-Petter-M. | –        | –        | –       | –       | –       | –       | –           | –           | –         | –         | –           | –           | 16     |
| 50   | Olena Petrowa            | –        | –        | –       | –       | –       | –       | –           | –           | –         | –         | –           | –           | 15     |
| 51   | Irina Gorbatschewa       | –        | –        | –       | –       | –       | –       | –           | –           | –         | –         | –           | –           | 14     |
| 52   | Wang Jinfen              | –        | –        | –       | –       | –       | –       | –           | –           | –         | –         | –           | –           | 14     |
| 53   | Terhi Markkanen          | –        | –        | –       | –       | –       | –       | –           | –           | –         | –         | –           | –           | 13     |
| 54   | Kathi Schwaab            | –        | –        | –       | –       | –       | –       | –           | –           | –         | –         | –           | –           | 13     |
| 55   | Helene Dahlberg          | –        | –        | –       | –       | –       | –       | –           | –           | –         | –         | –           | –           | 13     |
| 56   | Sylvie Bailly-Salins     | –        | –        | –       | –       | –       | –       | –           | –           | –         | –         | –           | –           | 12     |
| 57   | Tuija Vuoksiala          | –        | –        | –       | –       | –       | –       | –           | –           | –         | –         | –           | –           | 10     |
| 58   | Tuija Sikiö              | –        | –        | –       | –       | –       | –       | –           | –           | –         | –         | –           | –           | 10     |
| 59   | Angie Stevenson          | –        | –        | –       | –       | –       | –       | –           | –           | –         | –         | –           | –           | 9      |
| 60   | Natallja Baschynskaja    | –        | –        | –       | –       | –       | –       | –           | –           | –         | –         | –           | –           | 9      |
| 61   | Olena Subrylowa          | –        | –        | –       | –       | –       | –       | –           | –           | –         | –         | –           | –           | 8      |
| 62   | Helena Garabíková        | –        | –        | –       | –       | –       | –       | –           | –           | –         | –         | –           | –           | 8      |
| 63   | Katja Holanti            | –        | –        | –       | –       | –       | –       | –           | –           | –         | –         | –           | –           | 7      |
| 64   | Mary Ostergren           | –        | –        | –       | –       | –       | –       | –           | –           | –         | –         | –           | –           | 6      |
| 65   | Natallja Ryschankowa     | –        | –        | –       | –       | –       | –       | –           | –           | –         | –         | –           | –           | 6      |
| 66   | Swetlana Panjutina       | –        | –        | –       | –       | –       | –       | –           | –           | –         | –         | –           | –           | 6      |
| 67   | Gunn Margit Andreassen   | –        | –        | –       | –       | –       | –       | –           | –           | –         | –         | –           | –           | 5      |
| 68   | Gabriela Suvová          | –        | –        | –       | –       | –       | –       | –           | –           | –         | –         | –           | –           | 5      |
| 69   | Seija Hyytiäinen         | –        | –        | –       | –       | –       | –       | –           | –           | –         | –         | –           | –           | 5      |
| 70   | Kazimiera Strolienė      | –        | –        | –       | –       | –       | –       | –           | –           | –         | –         | –           | –           | 5      |
| 71   | Mihaela Cârstoi          | –        | –        | –       | –       | –       | –       | –           | –           | –         | –         | –           | –           | 4      |
| 72   | Agata Suszka             | –        | –        | –       | –       | –       | –       | –           | –           | –         | –         | –           | –           | 3      |
| 73   | Beth Coats               | –        | –        | –       | –       | –       | –       | –           | –           | –         | –         | –           | –           | 2      |
| 74   | Nathalie Beausire        | –        | –        | –       | –       | –       | –       | –           | –           | –         | –         | –           | –           | 2      |
| 75   | Patrice Jankowski        | –        | –        | –       | –       | –       | –       | –           | –           | –         | –         | –           | –           | 2      |
| 76   | Lise Meloche             | –        | –        | –       | –       | –       | –       | –           | –           | –         | –         | –           | –           | 2      |
| 77   | Maria Schylander         | –        | –        | –       | –       | –       | –       | –           | –           | –         | –         | –           | –           | 1      |